# Jackie Wilson Said (I'm in Heaven When You Smile)
Singles de Van Morrison
(Straight to Your Heart) Like a Cannonball
(1972) Redwood Tree
(1972)
Jackie Wilson Said (I'm in Heaven When You Smile) est une chanson écrite et interprétée par Van Morrison. Elle figure en ouverture de son sixième album studio Saint Dominic's Preview. Éditée en juillet 1972 par Warner Bros. Records elle est le premier des trois singles issus de cet album. Elle se classe 61e au Billboard Hot 100. Musique et paroles sont inspirées par le chanteur de rhythm and blues Jackie Wilson et sa chanson Reet Petite.
La chanson est reprise en 1982 par les "Jackie Wilson Said" Dexys Midnight Runners sur leur album Too-Rye-Ay et se classe à la 5e place des charts britanniques.

## Composition et enregistrement
Le premier enregistrement connu de la chanson Jackie Wilson Said date de janvier 1972 au studio de Lee Michael à Mill Valley en Californie. Pour cette version de travail, Morrison et Doup Messenger jouent les guitares et Lee Michael la partie piano. Seules trois sections sont composées mais sans structure claire. Le 29 janvier 1972, la chanson est enregistrée en même temps que Gypsy aux studio Pacific High à San Francisco pour le prochain album de Van Morrison Saint Dominic's Preview. Morrison est alors rejoint pas l'ensemble de son groupe.
Le groupe de Morrison ne répète la chanson qu'une seule fois avant la session, ce qui a conduit à réarranger certaines parties en studio. Malgré les problèmes initiaux, le groupe enregistre la chanson en une seule prise, comme le rappelle Messenger : « À la fin, nous sommes tous restés silencieux : avions-nous réussi en une seule prise ? Van a demandé une autre prise, mais s'est arrêté au bout de quelques mesures parce qu'il sentait que ça ne marchait pas. Je crois que c'est bon ». Des surimpressions sont ajoutées plus tard par les saxophonistes Jack Schroer et Rolf "Boots" Houston.
Selon Morrison, "Jackie Wilson Said" a été particulièrement inspiré par une ligne de la chanson "Reet Petite" de Jackie Wilson. Morrison reconnait plus tard dans sa carrière que sa voix est également influencée par le chanteur soul des années 1950, remarquant que les succès consécutifs de Wilson sont une influence importante dans le développement de son style vocal. Selon le biographe Peter Mills, la performance vocale de Morrison, qui emprunte aux premiers styles du rhythm and blues, de la pop, du jazz et du blues, « est du Morrison de première heure : serrée, mélodique, entièrement vocalisée depuis le centre de la gorge ».

## Musiciens
- Van Morrison – voix et guitare rythmique
- Bill Church – Basse
- Rolf "Boots" Houston – saxophone ténor
- Doug Messenger – guitare électrique
- Mark Naftalin – piano
- Rick Shlosser – percussions
- Jack Schroer – saxophone alto et saxophone bariton